# Saint-Denis-en-Val
Saint-Denis-en-Val – miejscowość i gmina we Francji, w Regionie Centralnym, w departamencie Loiret.
Według danych na rok 1990 gminę zamieszkiwało 6598 osób, a gęstość zaludnienia wynosiła 386 osób/km² (wśród 1842 gmin Regionu Centralnego Saint-Denis-en-Val plasuje się na 47. miejscu pod względem liczby ludności, natomiast pod względem powierzchni na miejscu 789.).